# Kapitäne und Besatzungsmitglieder der Pamir
Die Pamir war eine 1905 gebaute deutsche Viermastbark. Sie gehörte zu den berühmten Flying-P-Linern der Hamburger Reederei F. Laeisz. Sie sank am 21. September 1957 als frachtsegelndes Segelschulschiff in einem Orkan im Atlantik westlich der Azoren. Es gab nur sechs Überlebende.

## Kapitäne der Pamir
- 1905–1908 Carl Martin Prützmann (DE)
- 1908–1911 Heinrich Horn (DE)
- 1911–1912 Robert Miethe (DE)
- 1912–1913 Gustav A. H. H. Becker (DE)
- 1913–1914 Wilhelm Johann Ehlert (DE)
- 1914–1920 Jürgen Jürs (DE)[1]
- 1920–1921 C. Ambrogi (IT) (?)
- 1924–1926 Hinrich Nissen (DE)
- 1926–1927 Heinrich Oellrich (DE)
- 1927–1929 Carl Martin Brockhöft[2] (DE)
- 1929–1930 Robert Clauß (DE)
- 1930–1931 Walter Schaer (DE)
- 1931–1932 Karl Gerhard Sjögren (FI)
- 1933–1936 Mauritz Mattson (FI)
- 1936–1937 Uno Mörn (FI)
- 1937–1937 Linus Lindvall (FI)
- 1937–1941 Verner Björkfelt (FI)
- 1942–1943 Christopher Stanick (NZ)
- 1943–1944 David McLeish (NZ)
- 1944–1945 Roy Champion (NZ)
- 1946–1946 Desmond Champion (NZ)
- 1946–1948 Horace Stanley Collier (NZ)
- 1948–1949 Verner Björkfelt (FI)
- 1951–1952 Paul Greiff (DE)
- 1955–1957 Herrmann Eggers (DE)
- 1957–0000 Johannes Diebitsch (DE)

Liste mit Fotos, soweit vorhanden

## Besatzungslisten unter der Flagge Neuseelands
Auf den 10 Reisen des Schiffes unter der Flagge Neuseelands vom März 1942 bis Oktober 1948 hatte die Pamir regelmäßig eine Besatzung von Kapitän, 4 Offizieren und 33 Seeleuten. Die Überführung von Auckland nach Wellington wurde mit einer Rumpfbesatzung von 14 Mann durchgeführt. Listen aller Besatzungsangehörigen auf den einzelnen Reisen wurden in einem kleinen Band über das Schiff aus dem Jahr 1949 als Anhang veröffentlicht.
Die dritte und vierte Reise zwischen Wellington und San Francisco machte der spätere Autor, Journalist und Historiker Bernard Diederich als Ordinary Seaman mit.

## Besatzungsliste auf der letzten Fahrt der Pamir
Von den 86 Besatzungsmitgliedern auf der letzten Fahrt der Pamir waren 45 zwischen 16 und 18 Jahren alt.
Beim Untergang der Pamir fanden den Tod:
- Diebitsch, Johannes (Kapitän)
- Köhler, Rolf-Dieter (Erster Offizier)
- Schmidt, Alfred (Erster Offizier), siehe Fred Schmidt
- Buschmann, Gunther (Zweiter Offizier)
- Buscher, Johannes (Zweiter Offizier, Oberleutnant zur See)
- Ruppert, Dr. Heinz (Schiffsarzt)
- Richter, Kurt (Erster Ingenieur)
- Halbig, Erich (Zweiter Ingenieur)
- Krohn, Günther (Ingenieur-Assistent)
- Schinnagel, Günter (Ingenieur-Assistent)
- Siemers, Wilhelm (Funkoffizier und Zahlmeister)
- Kühl, Richard (Erster Bootsmann)
- Lütje, Helmuth (Zweiter Bootsmann)
- Stober, Julius (Segelmacher)
- Walter, Hermann (Zimmermann)
- Eggerstedt, Werner (Koch)
- Hamburger, Ingo (Kochsmaat)
- Daiser, Alois (Erster Steward)
- Scheer, Hans-Peter (Messesteward)
- Arfsten, Volkert (Matrose)
- Dellit, Rolf (Matrose)
- Gundermann, Hartmut (Matrose)
- Holzapfel, Gerd (Segelmacher, Matrose)
- Koopmann, Dieter (Matrose)
- Lühring, Rolf (Matrose)
- Kehr, Wilfried (Jungzimmermann)
- Geller, Hermann (Leichtmatrose)
- Hein, Gert (Leichtmatrose)
- Leppert, Wolfram (Leichtmatrose)
- Schlüter, Helmut (Leichtmatrose)
- Schmitz, Jürgen (Leichtmatrose)
- Andresen, Sönke (Jungmann)
- Beck, Karl-Otto (Jungmann)
- Bollmann, Hans-Dieter (Jungmann)
- Dierbach, Artfried (Jungmann)
- Driebold, Klaus (Jungmann)
- Fischer, Peter (Jungmann)
- Fleischmann, Jürgen (Jungmann)
- Fluck, Werner (Jungmann)
- Frederich, Peter (Jungmann)
- Grunewald, Klaus (Jungmann)
- Hastedt, Manfred (Jungmann)
- Hensel, Peter (Jungmann)
- Hutschenreuter, Franz (Jungmann)
- Kröger, Jan-Peter (Jungmann)
- Küper, Bernhard (Jungmann)
- Lind, Olaf (Jungmann)
- Meier, Klaus (Jungmann)
- Riemann, Christiano (Jungmann)
- Schmidt-Brinkmann, Heiner (Jungmann)
- Schüler, Winfried (Jungmann)
- Stever, Uwe (Jungmann)
- Stöcke, Peter (Jungmann)
- Strigler, Eberhard (Jungmann)
- Thorborg, Klaus-Diedrich (Jungmann)
- von Bechtold, Friedrich (Jungmann)
- von Minden, Rüdiger (Jungmann)
- Westerkamp, Helmut (Jungmann)
- Wippermann, Bertel (Jungmann)
- Woite, Dietrich (Jungmann)
- Born, Hans-Gerd (Schiffsjunge)
- Dorow, Gerhard (Schiffsjunge)
- Ellinghaus, Raimund (Schiffsjunge)
- Hartmann, Holger (Schiffsjunge)
- Förster, Klaus (Schiffsjunge)
- Gerstenberg, Manfred (Schiffsjunge)
- Hasselmann, Uwe (Schiffsjunge)
- Hepe, Albrecht (Schiffsjunge)
- Holst, Manfred (Schiffsjunge)
- Jensen, Axel (Schiffsjunge)
- Krumm, Manfred (Schiffsjunge)
- Meine, Jürgen (Schiffsjunge)
- Rosenbrock, Heiner (Schiffsjunge)
- Scheider, Peter (Schiffsjunge)
- Schnalke, Jochen (Schiffsjunge)
- Stampe, Hans-Jürgen (Schiffsjunge)
- Stangl, Erwin (Schiffsjunge)
- Streeck, Dieter (Schiffsjunge)
- Thies, Gerd (Schiffsjunge)
- Wittrock, Peter (Schiffsjunge)

Zur Besatzung sollte auf der Rückreise von Argentinien – der letzten Fahrt der Pamir – auch der Schiffsjunge Eckart Roch gehören. Nach einem Sturz musste er jedoch im Krankenhaus von Buenos Aires bleiben.
Gerettet werden konnten:
- Anders, Folkert (Schiffsjunge, 18 Jahre, aus Bremen)
- Dummer, Karl Otto (Kochsmaat, 24 Jahre, aus Geesthacht)
- Fredrichs, Klaus (Leichtmatrose, 18 Jahre, aus Bad Kissingen)
- Haselbach, Günter (Leichtmatrose, 20 Jahre, aus Kiel)
- Kraaz, Karl-Heinz (Schiffsjunge, 17 Jahre, aus Hamburg-Harburg)
- Wirth, Hans-Georg (Leichtmatrose, 19 Jahre, aus Leer)

## Verbleib der Überlebenden
Die sechs Überlebenden fuhren weiter zur See. Alle außer Karl-Otto Dummer machten später ihr Kapitäns-Patent. Dummer blieb nach zweieinhalb Jahren an Land und arbeitete später im Einzelhandel.
Im Jahre 2007 berichtete Dummer, dass zwei der sechs Geretteten inzwischen gestorben seien (Folkert Anders und Karl-Heinz Kraaz) und die übrigen drei nicht öffentlich in Erscheinung treten wollten. Dummer selbst starb 2009.
Günter Haselbach starb im September 2013.
Hans-Georg Wirth starb im Juli 2020.